# Aperilampus brevicornis
Aperilampus brevicornis är en stekelart som först beskrevs av Jean Risbec 1951.  Aperilampus brevicornis ingår i släktet Aperilampus och familjen gropglanssteklar. Inga underarter finns listade i Catalogue of Life.